# Approaching Thunder Storm (Martin Johnson Heade)
Approaching Thunder Storm, en su título original en inglés, es un lienzo de Martin Johnson Heade, un pintor del paisaje estadounidense, cuyas obras se incluyen en la Escuela del río Hudson, dentro de la rama de esta escuela pictórica llamada luminismo americano.                                                                                                                                           

## Introducción

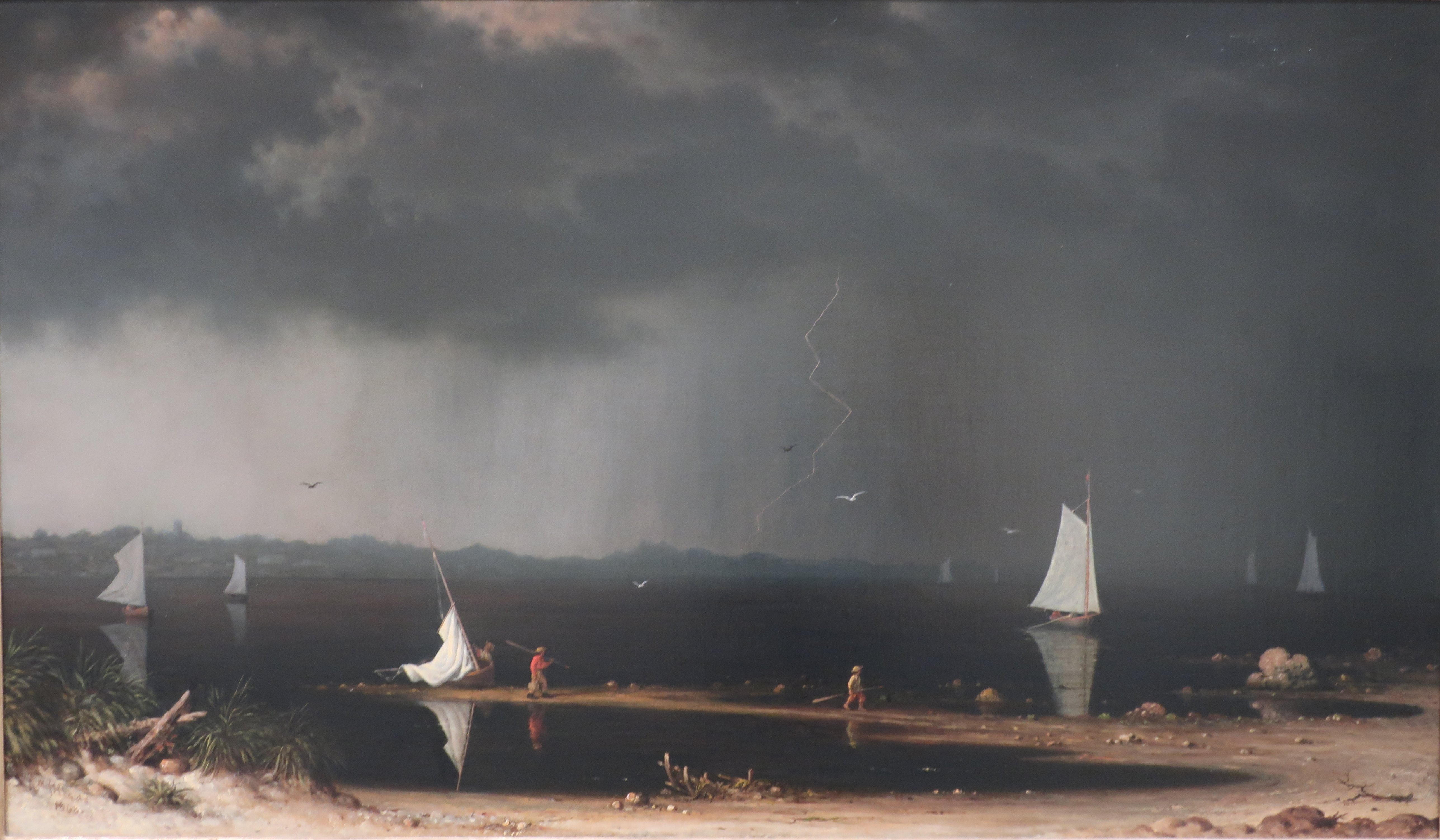
Thunder Storm on Narrangansett Bay (1868)

Aunque fue un compañero del paisajista Frederic Edwin Church, el corpus pictórico de M.J.Heade está más bien en la periferia de la Escuela del Río Hudson. En la época en la cual pintó esta obra, Heade no se ocupaba de temas de la naturaleza virgen, como hacían muchos de los pintores de aquella escuela pictórica, sino que prefería temas aparentemente más prosaicos, como marismas cultivadas o ambientes costeros. Incluso cuando pintó tormentas, no retrató la tormenta en sí misma, sino el tenso preámbulo del oscurecimiento del cielo y del terreno. Este lienzo se basa en el boceto de una tormenta que Heade presenció en la Bahía Narragansett, en Rhode Island, alrededor de 1858 y antes del año 1859.
Esta obra fue la base de una versión más elaborada y sintética del mismo tema, titulada Thunder Storm on Narragansett Bay, realizada el año 1868 (Museo Amon Carter,Fort Worth).

## Descripción
En la costa de una bahía, un pescador con su perro contempla una vaga iluminación rojiza, en la parte inferior izquierda de la pintura. La vela de su bote se extiende a la izquierda, mientras que en el centro de la composición hay lo que parece una cazuela de hierro, y aparejos de pesca. Más alejado, otro pescador rema, llevando su barca a la costa. Todavía más lejos, otra pequeña embarcación navega con sus velas extendidas. Tanto a la derecha como a la izquierda, sendas masas de tierra verde-amarilla se adentran en el mar. Por detrás, las colinas en el horizonte varían entre un gris oscuro y un gris más claro y, en el último plano, dan paso a un cielo de tonos similares, con nubes bordeadas por una luz pálida.

## Análisis de la obra
- Pintura al óleo sobre lienzo; año 1859; 71,1 x 111,8 cm.; Museo Metropolitano de Arte, Nueva York.
- Firmado y fechado, en la parte inferior izquierda: "M. J. Heade / 1859"

Esta obra presenta elementos muy convencionales, tal vez necesarios para un pintor principiante, pero que fueron eliminados en las etapas posteriores del artista. Por ejemplo, el pescador en primer plano sería más adecuado para un paisaje pintoresco del siglo XVIII: un personaje rústico que indica al espectador cómo mirar la pintura, y que se sienta en un tablero áspero y roto, que tiene como objetivo dar una mayor variedad visual al lienzo. La barca en el segundo plano es también un dispositivo del paisaje convencional, destinado a proporcionar una narrativa perfecta y más fácil de entender. Una variación con respecto a la antigua tradición es la coloración del lienzo, con un fuerte contraste de colores y tonos. Los registros horizontales de la costa, el mar y el celaje van desde los verdes claros del primer plano, hasta el marrón negro del agua, que se vuelve gris en la distancia.
Heade tal vez aprendió el uso de un horizonte muy extendido de las obras de Frederic E.Church, ya sea de las de la primera etapa, o de la Vista del Niágara (1857), aunque la composición de los elementos de esta obra no proviene directamente de aquel pintor. Sin embargo, la costa con pocos personajes y objetos, el espacio casi vacío en el centro de la pintura, y el colorido elemental pero con fuertes contrastes, no son las formas rudimentarias de un pintor novato.

## Procedencia
- En el siguiente enlace se detalla la procedencia de este lienzo: [6]